# カハル・ブルハ

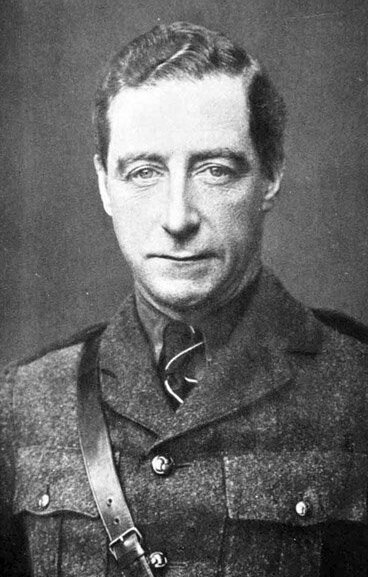
カハル・ブルハ

カハル・ブルハ（Cathal Brugha、1874年7月18日 - 1922年7月7日）は、アイルランドの独立運動家、政治家。

## 人物
アイルランドの首都ダブリンでカトリックとプロテスタント双方の血を引く家に生まれた。本名はチャールズ・ウィリアム・セント・ジョン・バージェスである。
独立運動に参加した多くのアイルランド人とは違い、彼はイエズス会系のベルヴェデーレ・カレッジに入学したが、16歳の時父の商売の失敗により退学を余儀なくされた。
1899年にゲール語連盟に加盟し、1913年にはアイルランド義勇軍の将校に任命されている。1916年のイースター蜂起に際してはイーモン・キャント指揮下の南ダブリン部隊の副指揮官として戦い重傷を負っている。アイルランド独立戦争においても活躍した。
1917年10月IRAの参謀長に任命され1919年3月までその地位に留まった。1918年にはウォーターフォード選出の議員に選出され、アイルランド民族主義者の組織したアイルランド共和国暫定政府の国防大臣に就任した。第1回議会（ドイル・エアラン）では、政治部門の指導者であるエイモン・デ・ヴァレラとアーサー・グリフィスが不在であったためブルガが議長を務めた。
ブルハはアイルランド独立運動の指導者マイケル・コリンズへ敵意を抱いていたことで知られる。コリンズはIRAの情報局長にすぎなかったが、アイルランド共和主義者同盟 (IRB) での地位と彼のカリスマ性によってブルハをしのぐ影響力を保持していた。1920年に開かれたIRAの会議で、ブルハはイギリス軍を待ち伏せした際には降伏を呼びかけてから攻撃するよう主張したが、現場の指揮官の反対により提案は却下された。ブルガはまた、戦線をイギリス本土へと拡大するように主張したが、これはコリンズの反対により実行されなかった。
1922年の英愛条約受け入れを巡る議論では批准反対に投票し、国防大臣を罷免された。内戦中の戦闘では反条約派に立ち戦ったが、戦闘で重傷を負い、1922年7月7日に死亡した。